# Inan Peak
Der Inan Peak ist ein 2451 m hoher Berg im ostantarktischen Viktorialand. In der Royal Society Range ragt er 1,85 km westlich des Mount Kempe auf. 
Das Advisory Committee on Antarctic Names benannte ihn 1994 nach dem türkischen Klimaforscher Ümran Savaş İnan (* 1951) von der Stanford University, der in den 1980er Jahren auf der Siple-Station und der Palmer-Station Untersuchungen zur Zusammensetzung der oberen Erdatmosphäre in Antarktika durchgeführt hatte.